# Waschechtheit
Als Waschechtheit bezeichnet man die Beständigkeit der Färbungen und Drucke auf Textilien gegenüber den verschiedenartigen Einwirkungen (Temperaturen und Zusammensetzung der Waschflotte) während des Waschprozesses.
Sie ist eine Gebrauchsechtheit und stellt eine Variante der Farbechtheit dar.
Die Ermittlung der Waschechtheit von Textilien erfolgt nach DIN EN ISO 105-C10:2007-06: Textilien –Farbechtheitsprüfung – Teil C10:Farbechtheit gegen das Waschen mit Seife oder mit Seife und Soda.